# Leiochrus alutaceus
Leiochrus alutaceus är en ringmaskart som beskrevs av Ehlers 1908. Leiochrus alutaceus ingår i släktet Leiochrus, och familjen Capitellidae. Inga underarter finns listade.